# Буда (Думіницький район)
Буда (рос. Буда) — присілок в Думіницькому районі Калузької області Російської Федерації.
Населення становить 174 особи. Входить до складу муніципального утворення Присілок Буда.

## Історія
Від 2004 року входить до складу муніципального утворення Присілок Буда.

## Населення
| 2002 | 2010 |
| ---- | ---- |
| 173  | ↗174 |